# Britannia
Britannia var oprindeligt det latinske navn på den romerske provins Britannien.
I dag bruges Britannia som navn på Det Forenede Kongerige personificeret som en gudindelignende kvinde. Desuden benyttes navnet af en lang række britiske virksomheder og som navn på britiske skibe.